# XIX Premis Cinematogràfics José María Forqué
La cerimònia dels XIX Premis Cinematogràfics José María Forqué es va celebrar al Palacio de Congresos (Campo de las Naciones) de Madrid el 13 de gener de 2014. Es tracta d'uns guardons atorgats anualment des de 1996 per l'EGEDA com a reconeixement a les millors produccions cinematogràfiques espanyoles pels seus valors tècnics i artístics produïdes entre l'1 de gener i el 31 de desembre de 2013.
La llista de nominats es va fer pública el 19 de desembre de 2013, i es va anunciar l'entrega d'un nou premi a la millor pel·lícula llatinoamericana. La gala fou presentada per Ana Morgade i retransmesa per La 1, i el punt culminant arribà quan li fou concedida la medalla d'honor al productor Agustín Almodóvar. En sengles discursos tant ell com el president d'EGEDA Enrique Cerezo van criticar força la política audiovisual del govern. La posterior intervenció del ministre de cultura José Ignacio Wert Ortega fou escridassada per part del públic.

## Nominacions i premis
Els nominats i guanyadors d'aquesta edició foren:
| Millor pel·lícula | Millor documental o animació |
| --- | --- |
| - La herida - La gran familia española - Magical Girl - Las brujas de Zugarramurdi - El cos - Una pistola a cada mà - 15 años y un día                                         | - Justin y la espada del valor de Manuel Sicilia                                                                                          |
| Millor actor | Millor actriu |
| - Eduard Fernández per Todas las mujeres - Antonio de la Torre Martín per Caníbal - Javier Cámara per Vivir es fácil con los ojos cerrados                                     | - Marian Álvarez per La herida - Aura Garrido per Stockholm - Nora Navas per Tots volem el millor per a ella - Natalia Tena per 10.000 km |
| Millor pel·lícula llatinoamericana | |
| - Wakolda de Lucía Puenzo - Azul y no tan rosa de Miguel Ferrari - La jaula de oro de Diego Quemada-Díez - O Som ao Redor de Kleber Mendonça Filho - Gloria de Sebastián Lelio | |
| Medalla d'honor | |
| Agustín Almodóvar | |